# یواس‌اس زنوبیا (ای‌کی‌ای-۵۲)
یواس‌اس زنوبیا (ای‌کی‌ای-۵۲) (به انگلیسی: USS Zenobia (AKA-52)) یک کشتی بود که طول آن ۴۲۶ فوت (۱۳۰ متر) بود. این کشتی در سال ۱۹۴۵ ساخته شد.